# Občanská síla

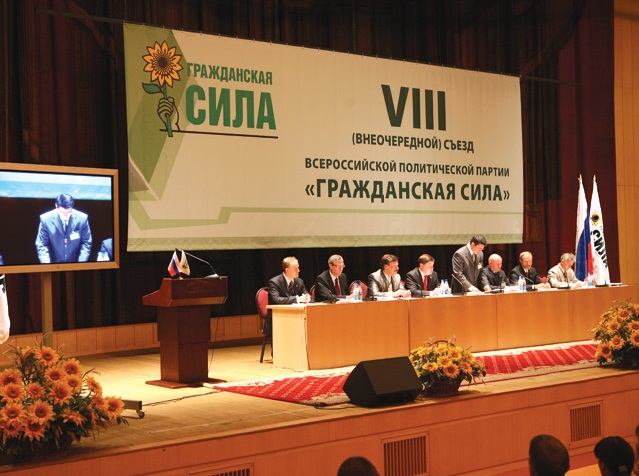
VIII. Kongres ruské politické strany, Občanské síly, (2007)

Občanská síla (rusky Гражданская сила), do února 2007 Svobodné Rusko, je ruská politická strana vzniklá roku 2004.

## Charakteristika a zapojení do politického systému
Jedná se o stranu liberálního zaměření, která vznikla jako strana malých a středních podnikatelů. Dále se strana zajímá o ruskou inteligenci (lidé z vědy a kultury) a další, kteří tvoří střední třídu.
Programově strana zastává přesvědčení, že nejvyšší hodnotou je svobodný občan. Soukromé vlastnictví považuje za základ rozvoje Ruska, stát má plnit roli ochránce zmíněných liberálních hodnot.
V ruských prezidentských volbách 2008 Občanská síla podporovala kandidáta strany Jednotné Rusko, Dmitrije Medvěděva.
Strana vykazuje přes 55 000 členů. Mezinárodní vztahy nejsou známy.

## Volební výsledky

### Státní Duma
| Volby | Hlasy   | %    | mandáty |
| ----- | ------- | ---- | ------- |
| 2007  | 733 337 | 1.05 | 0       |